# جمعیت (فیلم ۱۹۸۷)
جمعیت (به هندی: Awam) یا عمومی (به انگلیسی:  the Public) فیلمی هندی محصول سال ۱۹۸۷ و به کارگردانی بالدو راج چوپرا است. در این فیلم بازیگرانی همچون آشوک کومار، راجش خانا، راج بابار، اسمیتا پاتیل، پونام دیلون، نانا پاتیکار، افتخار، سوشما ست، ساتیش شاه، سعید جعفری، دالیپ تاهیل، پانت ایثار و عارون باکشی ایفای نقش کرده‌اند.